# Interstate 95

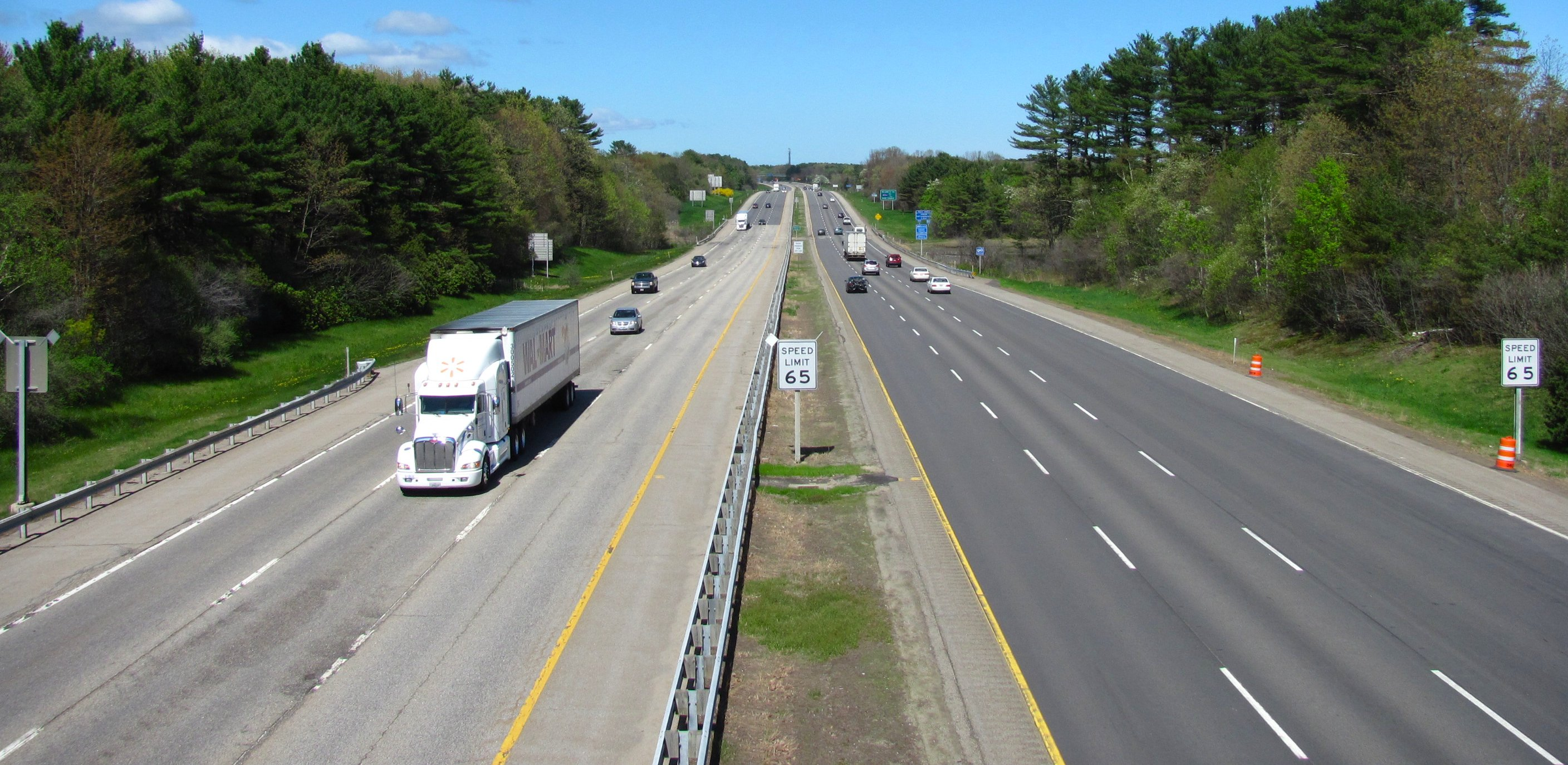

Die Interstate 95 (kurz I-95) ist ein Interstate Highway, der von Miami im südlichen Teil Floridas entlang der gesamten Ostküste der USA bis nach Houlton in Maine an die kanadische Grenze auf einer Länge von 3101 Kilometern verläuft. Dabei führt er durch 15 Bundesstaaten sowie durch die Hauptstadt Washington, D.C. Die größte Teilstrecke führt mit einer Länge von etwa 615 Kilometern durch Florida. Er verbindet einige der größten Städte der USA und ist damit die wichtigste Verkehrsader für den motorisierten Individualverkehr der US-Ostküste. Der Streckenverlauf basiert zu großen Teilen auf dem älteren und parallel verlaufenden US Highway 1.
Verschiedene Abschnitte des I-95 haben zusätzliche Namen, so verlaufen darauf zumindest Teile des Maine Turnpike, New Hampshire Turnpike, Yankee Division Hwy, Governor John Davis Lodge Turnpike, Connecticut Turnpike, New England Thruway, Cross Bronx Expressway, New Jersey Turnpike, Delaware Turnpike, John F. Kennedy Memorial Highway, Capital Beltway und Singer Expressway.

## Streckenverlauf
Die I-95 beginnt in Florida südlich der Innenstadt von Miami an einer Abzweigung vom US Highway 1 auf Höhe der William M Powell Bridge. Anschließend passiert sie den Miami River und den Westen von Downtown Miami. Kurz dahinter kreuzt sie die I-395 Verbindung nach Miami Beach bzw. den Florida State Highway 836, gefolgt von der Kreuzung mit der I-195 bzw. Florida State Highway 112. Weiter in nördlicher Richtung verlaufend, verlässt die Autobahn das Stadtgebiet von Miami und bindet zahlreiche Vororte an, bevor sie auf die nächste größere Stadt Hollywood trifft. Anschließend kreuzt sie die I-595, die als Verbindung zur etwas weiter westlich startenden I-75, sowie zum östlich gelegenen Fort Lauderdale-Hollywood International Airport dient. In der angrenzenden Stadt Fort Lauderdale verläuft die I-95 ebenfalls westlich vom Stadtzentrum und führt weiter durch die nördliche Hälfte des dicht besiedelten Großraums Miami, wo sie Städte wie Pompano Beach, Boca Raton, Delray Beach und Boyton Beach erschließt, bevor sie auf West Palm Beach trifft, der größten Stadt im Norden der Metropolregion, wo mit dem US Highway 98 und dem Florida State Highway 710 wichtige Verbindungen zur Westküste Floridas die Autobahn kreuzen. Kurz hinter West Palm Beach verlässt die I-95 den durchgehend besiedelten Großraum Miami und entfernt sich etwas von der Atlantikküste, um den nächsten Ballungsraum mit den Städten Stuart, Port St. Lucie, Fort Pierce und Vero Beach am westlichen Rand zu säumen. Weiter parallel zur Küste verlaufend erreicht die I-95 die Städte Melbourne und Cocoa nahe Cape Canaveral. In Cocoa und im weiter nördlich gelegenen Titusville zweigen die Florida State Highways 528 und 50 ab, um das westlich gelegene Orlando zu verbinden, das nicht direkt von der I-95 erschlossen wird. Hinter Titusville erreicht die Strecke die Stadt Daytona Beach, wo kurz vor dem Daytona Speedway die aus Orlando und Tampa kommende Interstate 4 einmündet. Auf dem Weg nach Jacksonville passiert die I-95 noch die Ortschaften Palm Coast und St. Augustine, die älteste Stadt der USA. Den Großraum Jacksonville im äußersten Nordosten Floridas erreicht die Autobahn östlich des St. Johns River, wo sie zunächst auf die Ringautobahn I-295 trifft und anschließend direkt auf das Stadtzentrum zuläuft. Dort überquert sie den St. Johns River und trifft jenseits des Flusses auf das östliche Ende der von Westen kommenden Hauptstrecke Interstate 10. Nun biegt die I-95 nach Norden ab, kreuzt nördlich der Innenstadt erneut den US-Highway 1 und überquert mit dem Trout River einen der Nebenflüsse des St. Johns River kurz vor dessen Mündung. Am nördlichen Stadtrand kreuzt erneut die I-295 Ringautobahn. Hinter der Stadtgrenze Jacksonvilles sind es nur noch knappe 20 Kilometer bis zur Grenze zu Georgia am St. Marys River.
In Georgia durchquert die I-95 ein wesentlich dünner besiedeltes Gebiet im Vergleich zur Ostküste Floridas. Hinter dem grenznahen Ort Kingsland führt die Autobahn durch sumpfiges Gebiet zur Hafenstadt Brunswick an der Mündung des Turtle River. Anschließend überquert die I-95 das breite Mündungsdelta des Altamaha Rivers. Vor den Toren Savannahs, etwa hundert Kilometer weiter nördlich wird bei Richmond Hill der Ogeechee River überquert. In Georgias wichtigster Hafenstadt umgeht die I-95 das Stadtzentrum im Westen und kreuzt die aus Macon kommende I-16, welche weiter östlich im Stadtzentrum endet. Durch die State Highways 17 und 21 ist die I-95 aber eine wichtige Verbindung zu den Containerterminals des Port of Savannah. Kurz hinter der Stadtgrenze überquert die I-95 den Savannah River und damit die Grenze zu South Carolina.
In South Carolina entfernt sich die Autobahn stetig von den Küstengebieten und umgeht dabei die Städte Charleston und Myrtle Beach. Stattdessen wird ein dünner besiedeltes Gebiet innerhalb der Atlantischen Küstenebene durchquert. Die erste nennenswerte Stadt auf diesem Abschnitt ist Walterboro, 85 Kilometer von Savannah entfernt. Weitere 50 Kilometer nördlich kreuzt in einem bewaldeten Gebiet die I-26, die Charleston mit der Hauptstadt Columbia verbindet. Kurz darauf überquert die I-95 den zum Lake Marion aufgestauten Santee River über die WJ Gooding Bridge. Vorbei an zahlreichen Dörfern und Kleinstädten erreicht die Autobahn nach 100 Kilometern mit Florence die einzige größere Stadt auf ihrem Weg durch South Carolina. Hier mündet die Interstate 20, die sich an der Kreuzung mit der I-95 als I-20B bis zur Innenstadtverbindung US Highway 76 verlängert. Weiter nordöstlich kurz hinter der Ortschaft Dillon erreicht die Strecke die Grenze zu North Carolina.
In North Carolina endet kurz vor der Stadt Lumberton die I-74 an der I-95 und setzt sich als US Highway 74 in Richtung Wilmington fort. Die I-95 läuft ab Lumberton in nördlicher Richtung direkt auf die nächste Großstadt Fayetteville zu. Hier zweigt zunächst der südliche Teil der (unvollständigen) Ringautobahn I-295 ab. Die Innenstadt umgeht die I-95 im Osten, während die kreuzenden State Highways 87 und 24 die Innenstadtbereiche anbinden. Nordöstlich der Stadt erreicht das nördliche Ende der I-295 wieder die I-95. Nun wieder in nordöstlicher Richtung verlaufend umgeht die Strecke den Großraum Raleigh-Durham mit großem Abstand. Bei der Ortschaft Benson kreuzt die bedeutende Ost-West-Achse I-40 aus Raleigh kommend, um ab hier ihren finalen Abschnitt Richtung Wilmington zu beginnen. Etwas weiter nordöstlich zwischen Smithfield und Selma kreuzt die I-42, ebenfalls aus Raleigh kommend, auf dem Weg nach Goldsboro. Nach 35 weiteren Kilometern erreicht die Autobahn die Stadt Wilson, wo die I-587 einmündet bzw. via US-Highway 264 zur I-87 verbindet. Nördlich von Wilson bei Rocky Mount kreuzt der US Highway 64 als Verbindung in die Stadt. Kurz vor der Grenze zu Virginia überquert die I-95 den Roanoke River bei der letzten größeren Stadt Roanoke Rapids.
In Virginia trifft die Autobahn zunächst auf die Kleinstadt Emporia, wo der US Highway 58 kreuzt, um den Großraum Hampton Heights anzubinden. 60 Kilometer weiter nördlich bei Petersburg zweigt zunächst die Nebenstrecke I-295 ab, bevor die von Südosten kommende I-85 an der I-95 endet. Das Stadtzentrum von Petersburg wird von der I-95 direkt erschlossen, bevor sie den Appomattox River überquert und die Nachbarstadt Colonial Heights erreicht. Direkt dahinter beginnt bereits der Großraum der Hauptstadt Richmond, dessen Innenstadt ebenfalls von der I-95 bedient wird. Hier trifft die Autobahn auf die I-64, mit der sie sich im Innenstadtbereich die Trasse teilt, bevor sich in einem großen Autobahnkreuz zusammen mit der I-195 die Wege wieder trennen. Die I-95 setzt ihren nördlichen Kurs fort und trifft nördlich der Innenstadt wieder auf die I-295. 80 Kilometer nördlich von Richmond erreicht die I-95 mit Fredericksburg die nächste größere Stadt. Der Innenstadtbereich wird hier westlich umgangen und der US Highway 1 übernimmt die Anbindung. Anschließend verläuft die Autobahn westlich des Potomac River in nordöstlicher Richtung und nähert sich dem Großraum Washington D.C., der zu großen Teilen auf dem Gebiet Virginias liegt, allen voran die Städte Alexandria und Arlington. Auf dem Gebiet der Vorstadt Springfield erreicht die I-95 den großen Autobahnring I-495. Auf ihrem Weg um Washington D.C. herum folgt die I-95 dem östlichen Teil des Rings auf derselben Trasse, wobei sie zunächst die Innenstadt von Alexandria erschließt, dann den Potomac River überquert (und dabei den südlichsten Punkt des District of Columbia streift), um am gegenüberliegenden Ufer Maryland zu erreichen.
In Maryland, am östlichen linken Ufer des Potomac mündet direkt die von Norden aus der Innenstadt von Washington kommende I-295 ein. Dem Verlauf der I-495 weiter folgend biegt die I-95 bei der Andrews Air Base in Richtung Norden ab und erschließt diverse östliche Vororte von Washington. Am nördlichsten Punkt des Autobahnringes zweigt die I-95 wieder ab und verläuft nun wieder in der angestammten nordöstlichen Richtung. Nördlich von Washington geht das besiedelte Gebiet unmittelbar in den Großraum Baltimore über, dessen Innenstadtbereich direkt von der I-95 bedient wird. Südwestlich von Downtown Baltimore zweigen noch die Nebenstrecke I-895, die Flughafenverbindung I-195, sowie die Ringstrecke I-695 von der I-95 ab. Im Stadtteil South Baltimore zweigt zusätzlich der kurze Innenstadtzubringer I-395 ab. Anschließend erschließt die I-95 Teile des städtischen Hafens und unterquert den Patapsco River durch den Fort McHenry Tunnel, um den Hauptteil des Hafens im Osten der Stadt anzubinden. Direkt an der Tunnelausfahrt trifft die Strecke wieder auf die parallel verlaufende I-895, welche von Süden kommend den Patapsco River über die (mittlerweile eingestürzte) Francis Scott Key Bridge überquert. Die beiden Autobahnen behalten östlich der Innenstadt ihre eigene Trasse noch für ein kurzes Stück bei, bis die I-895 etwa sechs Kilometer weiter nördlich endgültig wieder in der I-95 mündet. Kurz darauf kreuzt erneut die Ringautobahn I-695 und die I-95 verlässt nun den Großraum Baltimore in nordöstlicher Richtung entlang einiger Vororte und parallel zur Chesapeake Bay, dessen nördliches Ende sie bei Havre de Grace an der Mündung des Susquehanna Rivers überquert. Anschließend bewegt sich die Strecke in östlicher Richtung auf die nordöstliche Ecke Marylands an der Grenze zu Delaware zu.
Der Delaware-Abschnitt der I-95 ist der kürzeste Teil der Autobahn und führt durch den äußersten Norden des Bundesstaats mit seiner größten Stadt Wilmington. Kurz bevor die I-95 die Innenstadt durchquert, zweigen die Parallelstrecken I-295 und I-495 ab. Während die I-295 den Delaware River überquert und auf dem Gebiet New Jerseys dem Fluss folgt, und die I-495 in Wilmington direkt am westlichen rechten Flussufer entlangführt, bindet die I-95 das Stadtzentrum von Wilmington direkt an. Nordöstlich der Innenstadt, direkt an der Grenze zu Pennsylvania mündet die I-495 wieder in der I-95.
In Pennsylvania geht der Großraum Wilmington direkt in den Großraum Philadelphia über, dem sich die I-95 von Südwesten her nähert. Zunächst zweigt mit der I-476 eine Verbindungsstrecke zur I-76 durch die Vorstadtgebiete ab. Dem Delaware River weiter folgend erreicht die I-95 nun den Philadelphia International Airport, welcher sich direkt am Ufer befindet. Nach der Überquerung des Schuylkill Rivers kurz vor dessen Mündung in den Delaware River führt die Strecke entlang der Hafenanlagen und den großen Sportstätten der Stadt vorbei, bevor sie nach Norden abbiegt, die I-76 kreuzt, und dann parallel zum Flussufer aufs Stadtzentrum zuläuft. Hier kreuzt die I-95 indirekt über den Vine Street Expressway mit der Nebenstrecke I-676, die hier über die Benjamin Franklin Bridge den Delaware überquert. Weiter entlang des Delaware Rivers erschließt die I-95 nun die nordöstlichen Stadtteile Philadelphias. Außerhalb der Stadt im Vorort Bristol trifft die Autobahn auf das nördliche Ende der I-295 sowie die von Osten kommende I-276. An diesem Autobahnkreuz biegt die I-95 nun nach Osten ab und überquert den Delaware River, der hier die Grenze zu New Jersey bildet.
In New Jersey trifft die I-95 am gegenüberliegenden Ufer auf die Florence Township und erneut auf die I-295, welche hier aber nicht miteinander verbunden sind. Stattdessen erreicht nur wenig weiter östlich der von Süden kommende New Jersey Turnpike die Strecke und vereinigt sich mit der I-95, die ab hier wieder nach Norden verläuft. Trenton, die Hauptstadt New Jerseys, wird von der I-95 südöstlich umgangen. Östlich der Stadt kreuzt mit der I-195 die nach Trenton führende Verbindung zur I-295. Im weiterhin dicht besiedelten Zentrum New Jerseys durchquert die Strecke zahlreiche kleinere Ortschaften und Townships, bevor sie bei New Brunswick den Großraum New York City erreicht. Östlich von New Brunswick überquert die I-95 den Raritan River und bewegt sich anschließend entlang zahlreicher Vororte auf die Großstädte Elizabeth und Newark zu. In Elizabeth kreuzt die I-278 als Verbindung zum New Yorker Stadtteil Staten Island und den Süden Brooklyns. Parallel zur Newark Bay erreicht die I-95 nun die großen Hafenanlagen von Newark, der größten Stadt New Jerseys, und den Newark Liberty International Airport. Nördlich des Flughafens kreuzt die I-78 auf ihrem Weg nach Jersey City und Südmanhattan. Die I-95 verbleibt auf dem Gebiet New Jerseys und kreuzt östlich der Innenstadt Newarks den Passaic River. Direkt dahinter teilt sich die Interstate in zwei kurze parallel verlaufende Abschnitte auf, die beide mit dem Innenstadtzubringer I-280 verbunden sind. Während der östliche Abschnitt offiziell der Trasse des New Jersey Turnpikes folgt und dabei die Städte Secaucus und North Bergen erschließt, verläuft der westliche Abschnitt durch eine Parkanlage entlang des Hackensack Rivers und erschließt den Meadowlands Sports Complex mit dem MetLife Stadium und indirekt die Städte Rutherford und Lyndhurst. Ein kurzes Stück weiter nördlich, auf dem Gebiet der Stadt Ridgefield, vereinigen sich die beiden Abschnitte bereits wieder und nehmen in Ridgefield Park die von Westen kommende Hauptstrecke I-80 auf, die hier ihr östliches Ende findet. In einem weiten Bogen biegt die I-95 nun nach Osten ab und überquert bei Fort Lee den Hudson River über die George Washington Bridge, die als wichtigste Brücke über den Fluss und insgesamt vierzehn Fahrstreifen als die meistbefahrene Brücke der Welt gilt.
Mit der Überquerung des Hudson Rivers erreicht die I-95 nun den Bundesstaat New York und gleichzeitig die Stadt New York City an der schmalen Nordspitze Manhattans auf dem Gebiet des Stadtteils Washington Heights. Ein Großteil der Strecke verläuft hier im Tunnel zwischen der 178th und 179th Street. Anschlussstellen bestehen hier unter anderem zur Washington Avenue, dem Riverside Drive und dem Harlem River Drive. Anschließend überquert die I-95 den Harlem River über die Alexander Hamilton Bridge und erreicht den Stadtbezirk The Bronx, wo sie direkt auf die I-87 trifft und dann weiter in östlicher Richtung mitten durch das dicht besiedelte Stadtgebiet führt, wo Anschlussstellen unter anderem zur Webster Avenue und dem Bronx River Parkway bestehen. Im Osten des Bezirks im Stadtteil Unionport erreicht die I-95 ein großes Autobahnkreuz, wo sie auf die Highways I-278, I-678 und 295 trifft, die als Hauptverbindungen zum Stadtbezirk Queens fungieren. Die I-95 biegt hier nach Nordosten und nach der Einmündung der I-695 endgültig nach Norden ab, um die Stadtteile entlang der Pelham Bay anzuschließen. Im Stadtteil Eastchester erreicht die Strecke die Stadtgrenze von New York und überquert den Hutchinson River. Ab hier verläuft die I-95 parallel zum Long Island Sound und bindet auf dem Gebiet New Yorks die Städte New Rochelle, Mamaroneck, Harrison und Port Chester an. Letztere liegt direkt an der Grenze zu Connecticut.
In Connecticut verläuft die I-95 weiter entlang der Küste und des Gold Coast Korridors, der den fast durchgängig bebauten Hauptsiedlungsbereich Connecticuts bildet. Direkt hinter der Grenze erreicht sie die Stadt Greenwich, bevor sie mit Stamford die erste größere Stadt durchquert und dabei direkt durch die Innenstadtbereiche führt. Weiter nordöstlich in Norwalk zweigt der US Highway 7 ab, der bis zur kanadischen Grenze verläuft. Die I-95 überquert anschließend den Norwalk River und erreicht nach 20 Kilometern Bridgeport, die einwohnerstärkste Stadt Connecticuts, dessen Innenstadtbereich sie ebenfalls direkt erschließt. In der Nachbarstadt Stratford überquert die Strecke den Housatonic River und nach weiteren 20 Kilometern erreicht sie New Haven, die Heimat der Yale University. Im Innenstadtbereich beginnt an der I-95 die nach Norden führende I-91, während die I-95 die Hafenbucht überquert und weiter nach Osten führt. Die Gebiete östlich von New Haven sind insgesamt etwas dünner besiedelt. Bei der Ortschaft Old Saybrook überquert die Strecke den Connecticut River, den längsten Fluss Neuenglands. Kurz dahinter zweigt die I-395 ab, um den Nordosten Connecticuts zu erschließen. Die I-95 bindet anschließend die Hafenstadt New London an und überquert hier den Thames River über die markante Gold Star Memorial Bridge zur Nachbarstadt Groton. Das letzte Stück durch Connecticut führt durch dünn besiedelte Waldstücke und vorbei am bereits auf dem Gebiet von Rhode Island befindlichen Ort Westerly.
In Rhode Island, dem kleinsten US-Bundesstaat führt die I-95 in nordöstlicher Richtung von der Küstenlinie des Long Island Sound weg, um die Hauptstadt und mit Abstand größte Stadt Providence zu erreichen. Zwischen dem Vorort West Warwick und dem Flughafen der Stadt zweigt die I-295 als westliche Parallelstrecke ab. Die I-95 selbst steuert direkt auf das Stadtzentrum zu, wo sie südlich von Downtown am Ufer des Providence River auf die von Südosten kommende I-195 trifft und kurz dahinter ein Autobahnkreuz mit dem US Highway 6 bildet. Direkt nördlich von Providence führt die I-95 durch die Vorstadt Pawtucket, wo sie den Seekonk River überquert und die Grenze zu Massachusetts erreicht.
In Massachusetts mündet das nördliche Ende der I-295 wieder in der I-95 und wenig später kreuzt bei Mansfield die I-495, welche den äußersten Autobahnring des Großraums Boston bildet. Vor den Toren der Stadt Boston zweigt die I-93 nach Osten ab, während die I-95 in nordwestlicher Richtung abbiegt und ab hier den inneren Autobahnring Bostons bildet. Die Innenstadt wird also weitläufig umgangen, um stattdessen Vororte wie Norwood, Newton, Waltham, Woburn oder Peabody anzubinden. Auf dem Weg Richtung Norden kreuzt zunächst die aus Seattle und Chicago kommende Interstate 90, die längste Autobahn der USA, welche auf ihrem finalen Abschnitt weiter in die Innenstadt führt. Anschließend folgt die Kreuzung mit dem US Highway 20, die Abzweigung des US Highway 3 und im Norden des Autobahnrings die erneute Kreuzung mit der I-93. Bei Peabody zweigt der Yankee Dawson Highway bzw. Massachusetts Route 128 nach Osten ab, während die I-95 nach Norden abbiegt. Bei der Stadt Newburyport überquert die Strecke den Merrirrack River und trifft kurz dahinter wieder auf die I-495, die hier, kurz vor der Grenze zu New Hampshire, ihr nördliches Ende findet.
Auf dem sehr kurzen Abschnitt durch New Hampshire durchquert die I-95 auf rund 26 Kilometern den kleinen Küstenanteil des Bundesstaats. Die einzige nennenswerte Stadt in diesem Gebiet ist Portsmouth an der Mündung des Piscataqua Rivers, welcher gleichzeitig die Grenze zu Maine darstellt.
Mit Maine erreicht die Interstate 95 nun die nordöstlichsten und vergleichsweise dünn besiedelten Gebiete der USA. Weiter parallel zur Küste verlaufend bindet die Strecke zunächst einige kleine Küstendörfer an. Die erste größere Ortschaft ist Biddeford am Saco River. Die I-95 überquert den Fluss westlich der Stadt, und mit der I-195 zweigt kurz dahinter eine Zubringerstrecke zur Nachbarstadt Saco und dem beliebten Küstenort Old Orchard Beach ab. Nur 20 Kilometer weiter nordöstlich beginnt der Großraum von Portland, der größten Stadt des Bundesstaates. Kurz vor dem städtischen Flughafen zweigt erneut eine I-295 Parallelstrecke ab, welche nicht nur das Stadtzentrum von Portland anbindet, sondern darüber hinaus noch weiter knappe 100 Kilometer entlang der Küste verläuft. Die I-95 hingegen versorgt die westlichen Stadtteile Portlands und verlässt anschließend für ein Stück die Küstenregion nach Norden. Bald streift die Autobahn von Süden die am Androscoggin River gelegenen Nachbarstädte Auburn und Lewiston, anschließend verläuft die I-95 wieder in nordöstlicher Richtung. Nach etwa 35 Kilometern mündet die I-295 wieder in der I-95 nahe der Ortschaft Gardiner. Nun folgt die Autobahn dem Verlauf des Kennebec River, wo sie bei der Kreuzung mit dem US Highway 202 die Hauptstadt von Maine, Augusta erreicht. Etwas weiter flussaufwärts folgt die Stadt Waterville, und kurz dahinter überquert die Autobahn den Kennebec River, um ab hier dem Nebenfluss Sebasticook River durch sehr dünn besiedeltes Gebiet zu folgen. Bei dem Dorf Pittsfield biegt die I-95 nach Osten ab und führt parallel zum US Highway 2 zur nächsten größeren Stadt, namens Bangor. Im Südosten von Bangor kreuzt der US Highway 2 von Westen, während am selben Autobahnkreuz die I-395 nach Osten abzweigt und den Penobscot River überquert. Jenem Fluss folgt die I-95 nun weiter in Richtung Norden, während der US Highway 2 am gegenüberliegenden östlichen Ufer verläuft. Bei der Ortschaft Lincoln verlässt die Autobahn den Fluss, um ein Stück abzukürzen und den Penobscot wenig später bei East Milinocket zu überqueren. Der letzte Abschnitt auf dem Weg zur kanadischen Grenze führt erneut durch sehr dünn besiedelte Waldlandschaften, die teilweise landwirtschaftlich genutzt werden. Der Highway biegt bald wieder nach Osten ab, kreuzt noch einmal den US Highway 2 und erreicht mit Houlton den letzten Ort vor der Grenze zur kanadischen Provinz New Brunswick. Hier kreuzt auch noch einmal der von Süden kommende US Highway 1. An der Staatsgrenze geht die I-95 unmittelbar in die New Brunswick Route 95 über, welche ebenfalls als Autobahn ausgebaut ist. 

## Längen
| Meilen  | km      | Staat             |
| ------- | ------- | ----------------- |
| 382,17  | 615,04  | FL Florida        |
| 112,03  | 180,29  | GA Georgia        |
| 198,76  | 319,87  | SC South Carolina |
| 181,71  | 292,43  | NC North Carolina |
| 178,73  | 287,64  | VA Virginia       |
| 109,05  | 175,50  | MD Maryland       |
| 23,43   | 37,71   | DE Delaware       |
| 51,08   | 82,21   | PA Pennsylvania   |
| 97,76   | 157,33  | NJ New Jersey     |
| 23,50   | 37,82   | NY New York       |
| 111,57  | 179,55  | CT Connecticut    |
| 43,30   | 69,70   | RI Rhode Island   |
| 91,95   | 147,98  | MS Massachusetts  |
| 16,20   | 26,08   | NH New Hampshire  |
| 305,00  | 491,00  | ME Maine          |
|         |         |                   |
| 1927,00 | 3101,00 | Total             |

## Größere Städte
Von Norden nach Süden:
- Portland, Maine
- Boston, Massachusetts
- Providence, Rhode Island
- New Haven, Connecticut
- New York City, New York
- Newark, New Jersey
- Philadelphia, Pennsylvania
- Baltimore, Maryland
- Washington, D.C., District of Columbia
- Richmond, Virginia
- Fayetteville, North Carolina
- Florence, South Carolina
- Savannah, Georgia
- Jacksonville, Florida
- Fort Lauderdale, Florida
- Miami, Florida

## Besonderheiten
Die Interstate 95 ist bis heute keine durchgehende Route. Sie besteht aus einem nördlichen und einem südlichen Teil. Der nördliche Teil geht allmählich in den New Jersey Turnpike über und endet südlich von Trenton in New Jersey an der Abzweigung der Interstate 276. Das südlich dieser Abzweigung verlaufende Teilstück des New Jersey Turnpikes ist nicht mehr Teil der Interstate 95. Stattdessen beginnt der südliche Teil der Interstate 95 nördlich von Trenton an der Kreuzung mit dem U.S. Highway 1. Der hier beginnende südliche Teil der Interstate 95 überquert nordwestlich von Trenton den Delaware River und setzt sich westlich des Flusses südwärts nach Philadelphia in Pennsylvania als Delaware Expressway fort. Dieser kreuzt die vom New Jersey Turnpike südlich von Trenton abzweigende Interstate 276 verbindungslos.
Unmittelbar vor Überquerung der Grenze zwischen North Carolina und South Carolina befindet sich entlang des I-95 die Touristenattraktion „South of the Border“ (dt.: südlich der Grenze). Hier entstand im Laufe der Zeit eine Ansammlung von Restaurants, Feuerwerkslagern, ein kleiner Rummelplatz und ein Aussichtsturm. Die Werbetafeln, die sogenannten Billboards, für „South of the Border“, welches Mexiko (eben südlich der Grenze) als Gestaltungsthema hat, erstreckt sich fast entlang des gesamten Weges des I-95, also von Florida bis nach New Jersey. Hier sticht die Galionsfigur heraus: Pedro, der fast auf allen „Billboards“ erscheint.

## Zubringer und Umgehungen
- Interstate 195 und 395 bei Miami
- Interstate 295 bei Jacksonville
- Interstate 595 bei Port Everglades
- Interstate 295 bei Fayetteville geplant
- Interstate 795 bei Goldsboro
- Interstate 195 und 295 bei Richmond
- Interstate 295, 395, 495 und 695 bei Washington, D.C.
- Interstate 195 am Baltimore-Washington International Airport
- Interstate 395, 695, 795 und 895 bei Baltimore
- Interstate 595 bei Annapolis
- Interstate 295 zwischen New Castle und Lawrence Township
- Interstate 495 bei Wilmington
- Interstate 195 bei Jersey Store
- Interstate 295, 695 und 895 bei New York City
- Interstate 495 bei Long Island
- Interstate 395 bei Worcester
- Interstate 195 zur I-495
- Interstate 295 bei Providence
- Interstate 495 bei Boston
- Interstate 195 bei Old Orchard Beach
- Interstate 295 bei Portland
- Interstate 395 bei Bangor
- Interstate 495 bei Falmouth